# Ngandiouf
Ngandiouf ist eine Gemeinde (commune) im Département Tivaouane der Region Thiès, gelegen im zentralen Westen Senegals. Sie besteht aus dem namensgebenden Hauptort (chef-lieu) sowie weiteren Dörfern (villages) und Weilern (hameaux).

## Geographische Lage
Ngandiouf liegt im Erdnussbecken Senegals, 56 Kilometer nordöstlich der Départementspräfektur Tivaouane und 128 Kilometer nordöstlich von Dakar. Das Gemeindegebiet hat eine Fläche von 298,20 km². Benachbarte Kommunen sind im Uhrzeigersinn Mbayène im Osten, Pékèsse im Süden, Mérina Dakhar im Westen und im Norden Ndande, Kébémer sowie Thiolom Fall.

## Geschichte
Das Dorf Ngandiouf war seit 1976 Hauptort einer Landgemeinde (communauté rurale) und erhielt 2014, wie in Senegal alle communautés rurales, den landesweit einheitlichen Status einer Gemeinde (commune).

## Bevölkerung
Die letzten Volkszählungen ergaben jeweils folgende Einwohnerzahlen:
| Jahr | Einwohner |
| ---- | --------- |
| 2002 | 19.899    |
| 2013 | 26.269    |
| 2023 | 33.255    |

## Verkehr
Ngandiouf wird von dem Fernstraßennetz Senegals nur insofern erschlossen, als das Gemeindegebiet in dem stumpfen Winkel zwischen den Nationalstraßen N 2 und N 11 liegt, die sich in der nördlich benachbarten Stadt Kébémer treffen. Die Ortschaften im Straßenverlauf sind jedoch nicht Teil der Gemeinde. Der Hauptort ist aus Richtung Ndande über eine zwölf Kilometer lange Schotterpiste erreichbar.